# Eufrosyne Abrahamson

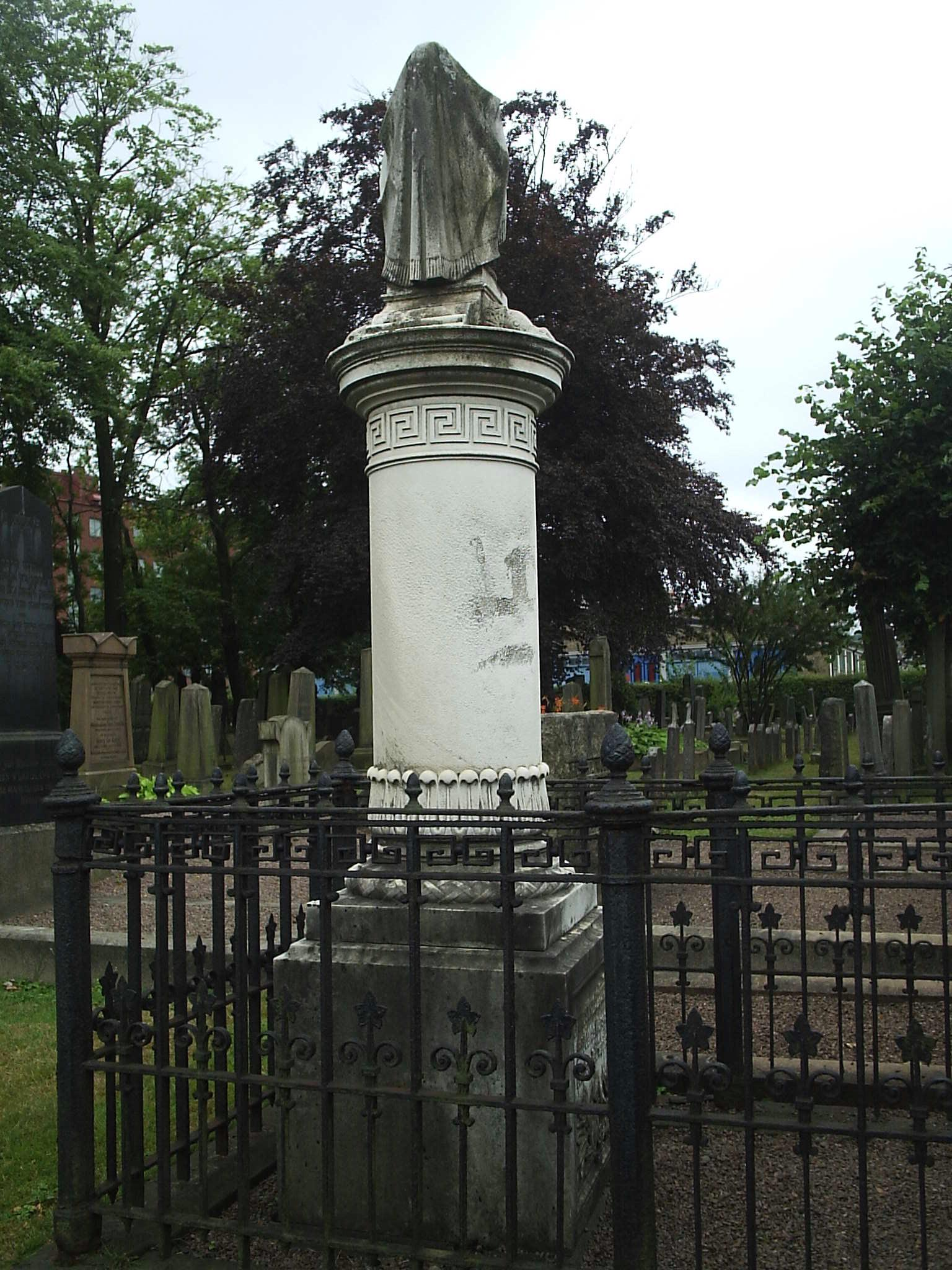
Euphrosyne Abrahamsons gravsten på den judiska begravningsplatsen vid Svingeln i Göteborg.

Eufrosyne Abrahamson, född Leman 24 mars 1836 i Stockholm, död 7 februari 1869 i Göteborg, var en svensk operasångerska (sopran).

## Biografi
Abrahamson var dotter till köpmannen John Leman och Emma Jacobson. 

### Karriär
Hon studerade 1852–1855 under ledning av Julius Günther och i maj 1855 debuterade hon vid Kungliga teatern som Pamina i Trollflöjten. Därefter studerade hon tre år i Paris, sång för Gilbert Duprez och Henri Panofka och Charpentier.
Efter avslutade studier och ett kort besök i hemlandet fick hon anställning vid Teatre de Oriente i Madrid, där hon debuterade i september 1858 och nådde stora framgångar som Elvira i Ernani av Verdi. Året efter uppträdde hon i Wien och nådde hon ytterligare framgångar med en repertoar som omfattade den lyriska scenens mest kända verk. 
Efter att hon gift sig den 4 oktober 1859 med August Abrahamson avslutade hon sin offentliga karriär och ägnade sig åt välgörenhet och konst.

## Eftermäle
Abrahamson invaldes i Musikaliska Akademien 1868. När hon dog 32 år gammal instiftade hennes man till hennes minne en gåvofond vid Svenska Musikaliska Akademien i Stockholm på 25 000 kronor, vars avkastning skulle gå till elever vid musikkonservatoriet som 
giva ett sant uttryck både åt andan av hennes sköna konst och åt böjelserna hos hennes ädla hjärta.